# 菲什萊克鎮區 (明尼蘇達州奇薩戈縣)
菲什萊克鎮區（英語：Fish Lake Township）是位於美國明尼蘇達州奇薩戈縣的一個行政鎮區。

## 地方資料
菲什萊克鎮區的面積為89.90平方千米，當中陸地面積為83.50平方千米，而水域面積為6.40平方千米。根據2020年美國人口普查的數據，當地共有人口2193人，而人口密度為每平方千米24.39人。